# Neogaerrhinum
Neogaerrhinum é um género botânico pertencente à família Plantaginaceae. Tradicionalmente este gênero era classificado na família das    Scrophulariaceae.

## Espécies
- Neogaerrhinum filipes
- Neogaerrhinum kelloggii
- Neogaerrhinum strictum